# Añover de Tormes
Añover de Tormes – gmina w Hiszpanii, w prowincji Salamanka, w Kastylii i León, o powierzchni 20,24 km². W 2011 roku gmina liczyła 96 mieszkańców.